# Макдональд, Энди
Энди Макдональд (англ. Andy McDonald; род. 25 августа 1977, Strathroy-Caradoc, Онтарио) — канадский хоккеист. В Национальной хоккейной лиге выступал за клубы «Анахайм Дакс» и «Сент-Луис Блюз». В составе «Дакс» выиграл Кубок Стэнли в 2008 году.

## Статистика
```
                                            --- Regular Season ---  ---- Playoffs ----
1996-97  Colgate University          NCAA   33    9   10   19   16
1997-98  Colgate University          NCAA   35   13   19   32   26
1998-99  Colgate University          NCAA   35   20   26   46   42
1999-00  Colgate University          NCAA   34   25   33   58   49
2000-01  Cincinnati Mighty Ducks     AHL    46   15   25   40   21   3   0   1   1   2
2000-01  Anaheim Mighty Ducks        NHL    16    1    0    1    6  --  --  --  --  --
2001-02  Anaheim Mighty Ducks        NHL    53    7   21   28   10  --  --  --  --  --
2001-02  Cincinnati Mighty Ducks     AHL    21    7   25   32    6  --  --  --  --  --
2002-03  Anaheim Mighty Ducks        NHL    46   10   11   21   14  --  --  --  --  --
2003-04  Anaheim Mighty Ducks        NHL    79    9   21   30   24  --  --  --  --  --
2004-05  Ingolstadt ERC              DEL    36   13   17   30   26  10   5   2   7  35
2005-06  Anaheim Mighty Ducks        NHL    82   34   51   85   32  16   2   7   9  10
2006-07  Anaheim Ducks               NHL    82   27   51   78   46  21  10   4  14  10
2007-08  Anaheim Ducks               NHL    33    4   12   16   30  --  --  --  --  --
2007-08  St. Louis Blues             NHL    49   14   22   36   32  --  --  --  --  --
2008-09  St. Louis Blues             NHL    46   15   29   44   24   4   1   3   4   0
2009-10  St. Louis Blues             NHL    34    9   11   20    8
2010-11  St. Louis Blues             NHL    58	 21   29   50	26
2011-12  St. Louis Blues             NHL    25	 10   12   22	2
--------------------------------------------------------------------------------------
         NHL Totals                        603  161  270  431  254  41  13  14  27  20

```